# محمد عبد الله علي
محمد عبد الله علي (18 أبريل 1985) لاعب كرة قدم بحريني يلعب حاليا لصالح نادي الدرجة الأولى الرفاع الشرقي البحريني في مركز الجناح الأيمن من 2003 كما يجيد اللعب في مراكز الوسط الأيمن والوسط المهاجم والجناح الأيسر.

## الإنجازات
- كأس ملك البحرين (1): 2014